# 바이어슈트라스 치환
미적분학에서 바이어슈트라스 치환(-置換, 영어: Weierstrass substitution) 또는 탄젠트 반각 치환(-半角置換, 영어: tangent half-angle substitution) 또는 t-치환(-置換, 영어: t-substitution)은 반각의 탄젠트를 새로운 변수로 대신하는 치환 적분이다. 삼각 함수의 유리 함수를 적분하는 데 사용된다.

## 정의
모든 삼각 함수의 유리 함수는 어떤 2변수 유리 함수 {\displaystyle R(u,v)}에 대하여 {\displaystyle R(\sin x,\cos x)}와 같은 꼴로 나타낼 수 있다. 바이어슈트라스 치환은 이러한 함수를 적분하는 데 사용되는 다음과 같은 치환 적분 기법이다.
{\displaystyle \tan {\frac {x}{2}}=t}
이 경우 다음이 성립한다.
{\displaystyle \sin x={\frac {2t}{1+t^{2}}},\;\cos x={\frac {1-t^{2}}{1+t^{2}}},\;x=2\arctan t,\;\mathrm {d} x={\frac {2}{1+t^{2}}}\mathrm {d} t}
따라서 {\displaystyle R(\sin x,\cos x)}의 적분은 다음과 같은 유리 함수 적분으로 변한다.:263-264:351
{\displaystyle \int R(\sin x,\cos x)\mathrm {d} x=\int R\left({\frac {2t}{1+t^{2}}},{\frac {1-t^{2}}{1+t^{2}}}\right){\frac {2}{1+t^{2}}}\mathrm {d} t}
모든 유리 함수의 원함수는 초등 함수이므로, 모든 삼각 함수의 유리 함수의 원함수 역시 초등 함수이다.:264

### 다른 방법
바이어슈트라스 치환은 때로 복잡한 계산을 가져온다. 다음과 같은 몇 가지 특수한 꼴의 경우에는 보다 더 간편한 기법이 존재한다.:264-265:351
- 만약 {\displaystyle R(-u,v)=-R(u,v)}라면, 이는 항상 {\displaystyle R(u,v)=uR_{1}(u^{2},v)} 꼴로 나타낼 수 있으며, 이 경우 {\displaystyle \cos x=t}와 같이 치환하는 것이 좋다.
{\displaystyle \int R(\sin x,\cos x)dx=\int \sin xR_{1}(\sin ^{2}x,\cos x)dx=-\int R_{1}(1-t^{2},t)dt}
- 만약 {\displaystyle R(u,-v)=-R(u,v)}라면, 이는 {\displaystyle R(u,v)=vR_{1}(u,v^{2})} 꼴로 나타낼 수 있으며, 이 경우 {\displaystyle \sin x=t}와 같이 치환하는 것이 좋다.
{\displaystyle \int R(\sin x,\cos x)dx=\int \cos xR_{1}(\sin x,\cos ^{2}x)dx=\int R_{1}(t,1-t^{2})dt}
- 만약 {\displaystyle R(-u,-v)=R(u,v)}라면, {\displaystyle R(u,v)=R_{1}(u/v,v^{2})} 꼴이므로, 이 경우 {\displaystyle \tan x=t}와 같이 치환하는 것이 좋다.
{\displaystyle \int R(\sin x,\cos x)dx=\int R_{1}(\tan x,\cos ^{2}x)dx=\int R_{1}\left(t,{\frac {1}{1+t^{2}}}\right){\frac {1}{1+t^{2}}}dt}

사실 모든 유리 함수는 각각 위와 같은 성질을 만족시키는 세 유리 함수의 합으로 나타낼 수 있다.
{\displaystyle R(u,v)={\frac {R(u,v)-R(-u,v)}{2}}+{\frac {R(-u,v)-R(-u,-v)}{2}}+{\frac {R(-u,-v)+R(u,v)}{2}}}

### 쌍곡선 함수의 경우
바이어슈트라스 치환의 쌍곡선 함수 버전인 쌍곡 탄젠트 반변수 치환(雙曲-半變數置換, 영어: hyperbolic tangent half-argument substitution 또는 쌍곡 t-치환(雙曲-置換, 영어: hyperbolic t-substitution)은 쌍곡선 함수의 유리 함수 {\displaystyle R(\sinh x,\cosh x)}를 적분하는 데 사용되며, 이는 다음과 같다.:185, Exercise 13
{\displaystyle \tanh {\frac {x}{2}}=t}
이 경우 다음이 성립한다.
{\displaystyle \sinh x={\frac {2t}{1-t^{2}}},\;\cosh x={\frac {1+t^{2}}{1-t^{2}}},\;x=2\tanh ^{-1}t,\;\mathrm {d} x={\frac {2}{1-t^{2}}}\mathrm {d} t}
따라서 {\displaystyle R(\sinh x,\cosh x)}의 적분은 다음과 같은 유리 함수 적분으로 변한다.:29
{\displaystyle \int R(\sinh x,\cosh x)\mathrm {d} x=\int R\left({\frac {2t}{1-t^{2}}},{\frac {1+t^{2}}{1-t^{2}}}\right){\frac {2}{1-t^{2}}}\mathrm {d} t}
따라서 모든 쌍곡선 함수의 유리 함수의 원함수는 초등 함수이다.

## 예
다음과 같은 적분들을 생각하자.:352, 例6.3.8, (3), (4):265, 例6.3.4
{\displaystyle \int {\frac {\sin x}{1+\sin x}}\mathrm {d} x,\;\int {\frac {\mathrm {d} x}{5+3\sin x+4\cos x}},\;\int {\frac {\cos ^{3}x}{1+\sin ^{2}x}}\mathrm {d} x}
첫째 적분은 바이어슈트라스 치환 {\displaystyle \tan(x/2)=t}을 통해 다음과 같이 구할 수 있다.
{\displaystyle {\begin{aligned}\int {\frac {\sin x}{1+\sin x}}\mathrm {d} x&=\int {\frac {4t}{(1+t)^{2}(1+t^{2})}}\mathrm {d} t\\&=\int \left(-{\frac {2}{(1+t)^{2}}}+{\frac {2}{1+t^{2}}}\right)\mathrm {d} t\\&={\frac {2}{1+t}}+2\arctan t+C\\&={\frac {2}{1+\tan(x/2)}}+x+C\end{aligned}}}
둘째 적분 역시 바이어슈트라스 치환 {\displaystyle \tan(x/2)=t}을 통해 다음과 같이 구할 수 있다.
{\displaystyle {\begin{aligned}\int {\frac {\mathrm {d} x}{5+3\sin x+4\cos x}}&=\int {\frac {2}{5(1+t^{2})+6t+4(1-t^{2})}}\mathrm {d} t\\&=\int {\frac {2}{(3+t)^{2}}}\mathrm {d} t\\&=-{\frac {2}{3+t}}+C=-{\frac {2}{3+\tan(x/2)}}+C\end{aligned}}}
셋째 적분은 {\displaystyle R(\sin x,-\cos x)=-R(\sin x,\cos x)}를 만족시키므로, 바이어슈트라스 치환을 사용할 필요가 없다. 이는 치환 {\displaystyle \sin x=t}을 통해 다음과 같이 구할 수 있다.
{\displaystyle {\begin{aligned}\int {\frac {\cos ^{3}x}{1+\sin ^{2}x}}\mathrm {d} x&=\int {\frac {1-t^{2}}{1+t^{2}}}\mathrm {d} t\\&=\int \left({\frac {2}{1+t^{2}}}-1\right)\mathrm {d} t\\&=2\arctan t-t+C\\&=2\arctan \sin x-\sin x+C\end{aligned}}}

### 쌍곡선 함수의 경우의 예
다음과 같은 적분을 생각하자.:29, 例4
{\displaystyle \int {\frac {\mathrm {d} x}{1+2\cosh x}}}
이는 쌍곡 탄젠트 반변수 치환 {\displaystyle \tanh(x/2)=t}를 통해 다음과 같이 구할 수 있다.
{\displaystyle {\begin{aligned}\int {\frac {\mathrm {d} x}{1+2\cosh x}}&=\int {\frac {2}{1-t^{2}+2(1+t^{2})}}\mathrm {d} t\\&=\int {\frac {2}{3+t^{2}}}\mathrm {d} t\\&={\frac {2}{\sqrt {3}}}\arctan {\frac {t}{\sqrt {3}}}+C\\&={\frac {2}{\sqrt {3}}}\arctan {\frac {\tanh(x/2)}{\sqrt {3}}}+C\end{aligned}}}

## 같이 보기
- 삼각 치환
- 오일러 치환